# پویش (فیلم ۱۹۹۶)
«پویش» (انگلیسی: Quest (1996 film)) یک فیلم است که در سال ۱۹۹۶ منتشر شد.